# Gertrudes da Merânia
Gertrude da Merânia (Andechs, 1185 - Pilis, 28 de setembro de 1213) foi rainha consorte da Hungria, entre os anos de 1205 e 1213, como a primeira esposa do rei André II da Hungria. Foi assassinada por nobres húngaros, e é considerado um dos crimes mais famosos da história do país. Sua morte é contado em um drama de József Katona e em uma ópera de Ferenc Erkel.

## Genealogia
Filha de Inês de Rochlitz e Bertoldo IV, duque da Merânia.
Irmã de Inês, que casou com rei Filipe II Augusto da França; Edviges da Silésia, que foi canonizada; Otão I, Príncipe da Merânia; Bertoldo V, Patriarca de Aquileia; Henrique IV, Governador da Ístria; e Ecberto de Bamberga.
Casou com o rei André II da Hungria, com quem teve 5 filhosː Maria, que casou com João Asen II da Bulgária; Béla IV; Isabel da Turíngia, que casou com Luís IV de Turíngia e foi canonizada em 1235; Colomano; e André.

## Biografia
Nascida como Gertrude Andechs, em 1185, filha de Inês de Rochlitz e Bertoldo IV, duque da Merânia.
Gertrude foi prometida a André, irmão de Emérico, rei da Hungria. E se casaram em 1203. Neste mesmo ano, André se rebelou contra seu irmão, querendo expulsa-lo do trono. Nesta guerra interna, Emérico aprisionou André, e Gertrude precisou voltar para a casa de seu pai. Em 1204. o rei Emérico veio a falecer e, em 1205, seu filho Ladislau III, herdeiro do trono, teve uma morte súbita. André foi solto e proclamado o rei da Hungria, e Gertrude a rainha consorte.
Em 1213, durante uma campanha militar de André II, em Aliche, Gertrude e sua comitiva sofreram uma emboscada enquanto caçavam na Floresta de Pilis, ocorrendo seu assassinato por nobres húngaros, que estavam descontentes devido a rainha, influente e ativa na política da corte, privilegiar parentes e nobres alemãs. A rainha foi sepultada na Abadia Cisterciense de Pilis.

## Assassinato
O assassinato se tornou um dos casos criminais de maior destaque na história da Hungria e causou espanto generalizado em toda a Europa no século 13. Apesar de um número relativamente diversificado e grande de fontes nacionais e estrangeiras, a motivação dos assassinos não é clara. De acordo com fontes contemporâneas, o flagrante favoritismo de Gertrudes em relação a seus parentes e cortesãos alemães provocou descontentamento entre os senhores nativos e levou ao seu assassinato. A tradição posterior diz que o irmão de Gertrude, Bertoldo, estuprou a esposa de Bánk Bár-Kalán, um dos senhores, que, junto com seus companheiros, se vingou da queixa. Esta história inspirou muitos cronistas e obras literárias subsequentes na Hungria e no resto da Europa.